# Orden del Santo Príncipe Lázaro
La Orden del Santo Príncipe Lázaro (serbio: Орден Светог кнеза Лазара/Orden Svetog kneza Lazara) es una Orden de Caballería  creada por el rey Alejandro I de Serbia para conmemorar el quingentésimo aniversario de la Batalla de Kosovo que tuvo lugar el 28 de junio de 1389.
No debe ser confundida con la Orden de San Lázaro de Jerusalén. La Orden fue nombrada en homenaje del Príncipe Lazar quién mandó los ejércitos serbios en dicha batalla. La Orden es lucida solo por el rey de Serbia / rey de Yugoslavia y por su príncipe heredero (cuando alcanza la mayoría de edad).

## Historia
La orden del Santo Príncipe Lázaro fue instituida por Decisión del Parlamento, firmada por el rey Aleksandar I, para conmemorar el quinto centenario de la Batalla de Kosovo (28 de junio de 1389), que terminó por derrumbar al estado medieval serbio. El príncipe san Lázaro, de la familia Hrebeljanović, comandó los ejércitos serbios que fueron derrotados por el sultán otomano Murad I. El sultán fue asesinado por el caballero serbio Miloš Obilić quien se encontraba bajo su cautiverio, mientras tanto el Príncipe serbio era decapitado por los victoriosos turcos. El culto del Santo Príncipe es muy fuerte entre los serbios, y estos sucesos están considerados como fundamentales en toda su historia. Entre los muchos festejos oficiales en conmemoración del 500º aniversario de dicha batalla, con los que se buscaba ensalzar el nacionalismo serbio, se realizó con gran pompa el Ungimiento del Rey en el Monasterio de Žiča, y el Collar del Santo Príncipe Lázaro fue mandado a hacer por Nicolaus y Dunker de Hanau (Alemania). La Orden es lucida solo por el Rey de Serbia y por su Príncipe heredero (al adquirir la mayoría de edad). Desde el comienzo la Orden ha sido lucida solo por las siguientes personas:

## Gratificados
La insignia de la Orden fue permitida de usar solo por el gobernante de Serbia (luego de Yugoslavia) y por el heredero del trono:
- Rey Alejandro I Obrenovic
- Rey Pedro I Karadjordjevic
- Príncipe Jorge Karadjordjevic (como heredero del trono 1903-1908)
- Príncipe regente (y más tarde rey) Alejandro I Karadjordjevic
- Rey Pedro II Karadjordjevic
- Príncipe heredero Alejandro II Karadjordjevic
- Príncipe heredero (del heredero) Pedro III Karadjordjevic, el 5 de febrero de 1998 el heredero al trono serbio en el exilio es oficialmente incluido en la lista de titulares del Santo Príncipe Lázaro.

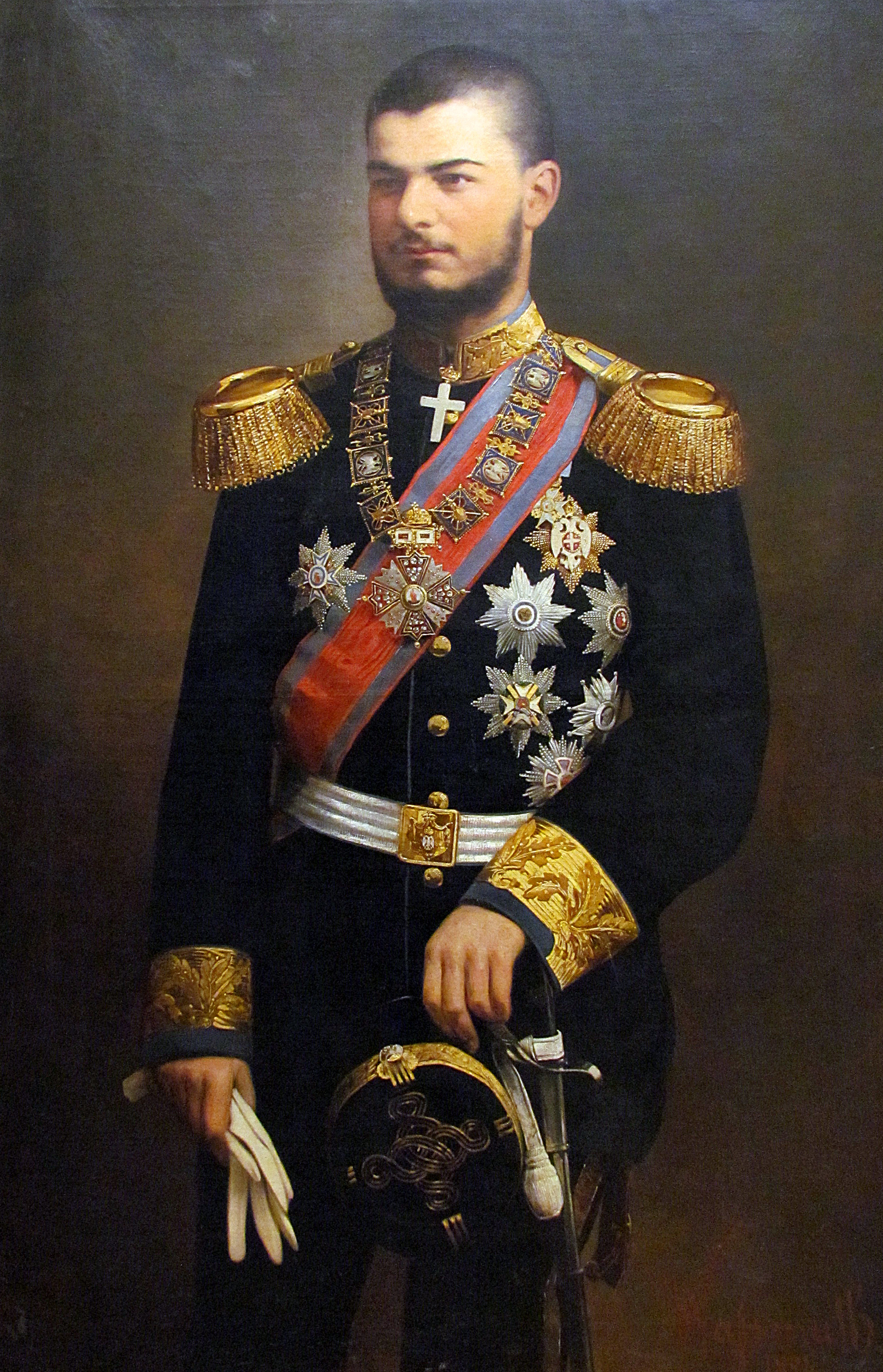
Alejandro I Obrenovic, rey de Serbia (1889-1903)
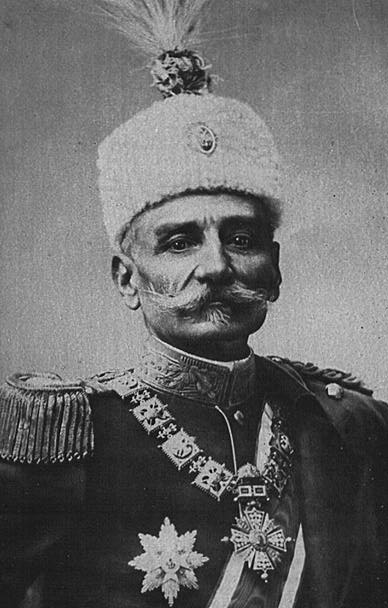
Pedro I, rey de Serbia y rey de los serbios, croatas y eslovenos (1903-1921)
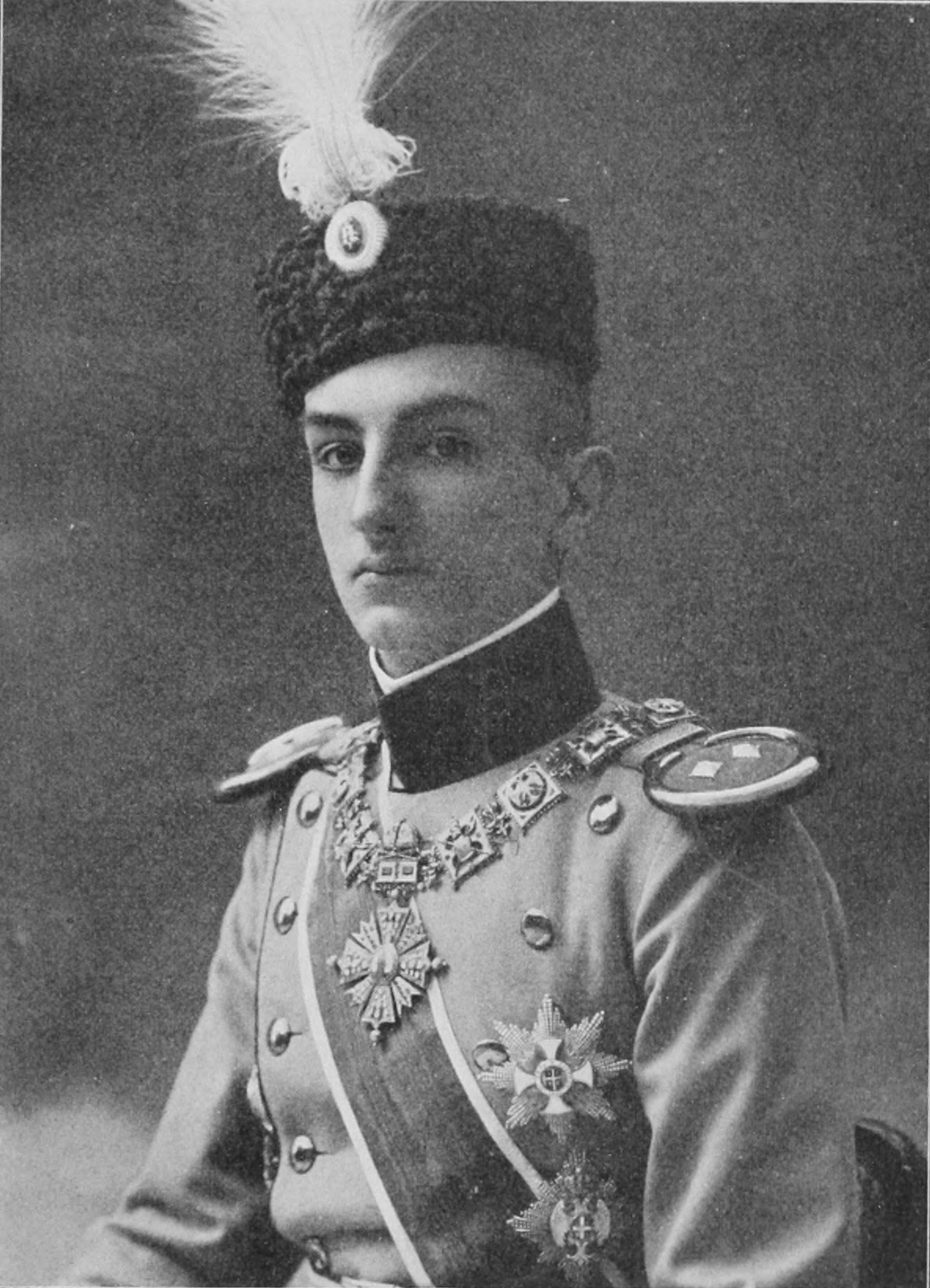
Jorge, príncipe heredero de Serbia (1903-1908)
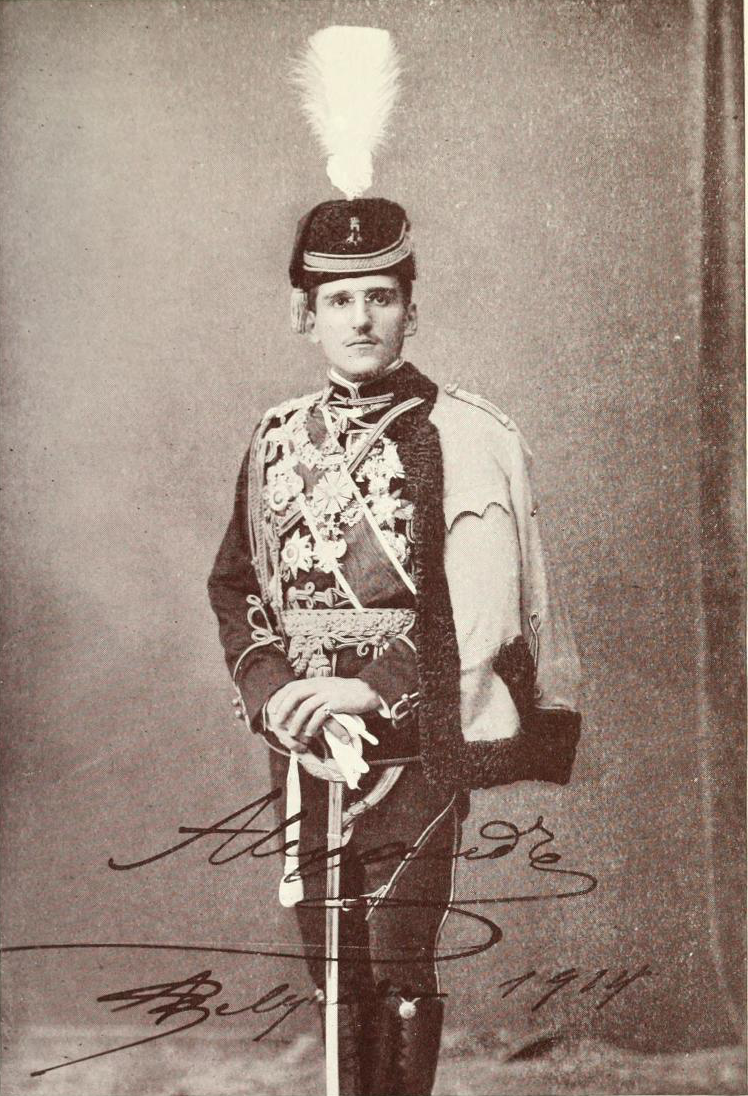
Alejandro I, rey de los serbios, croatas y eslovenos, y rey de Yugoslavia (1921-1934)
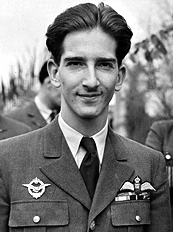
Pedro II, rey de Yugoslavia (1934-1945)
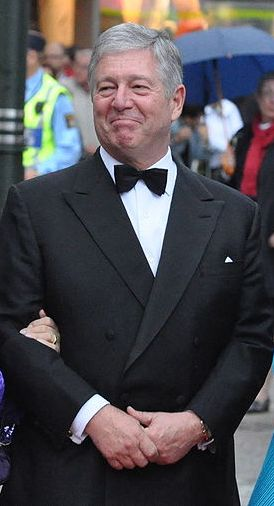
Alejandro, príncipe heredero de Yugoslavia (1945)

## Bosquejo de una cadena de la Orden
Bosquejo de una cadena de la Orden, las joyas dibujadas fueron reemplazadas en la pieza terminada por oro ricamente decorados con rubíes, zafiros, esmeraldas, diamantes y perlas. El encargó de su producción fue otorgado a la empresa alemana Nicolaus y Dunker. Los bosquejos del galardón fueron realizados por el profesor de arqueología Michael Valtrović.

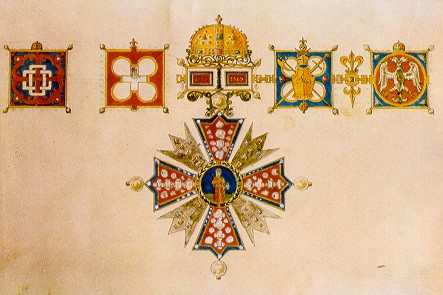
Anverso del bosquejo
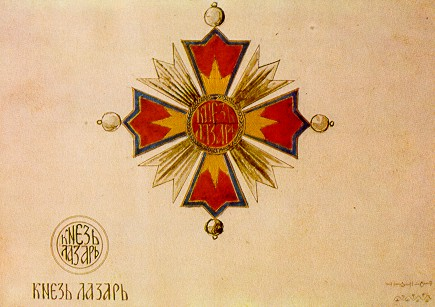
Reverso